# Mull (eiland)
Mull (Schots-Gaelisch: Muile) is het op een na grootste eiland van de Binnen-Hebriden en valt bestuurlijk onder Argyll and Bute. De hoofdplaats is Tobermory. Het eiland heeft ongeveer eenzelfde oppervlakte als Zeeuws-Vlaanderen. Vanaf Fionnphort in het zuidwesten van Mull kan met een veerboot in ongeveer 15 minuten overgevaren worden naar het kleine eiland Iona. 

## Armada
Op 5 november 1588 verging bij Mull het schip San Juan de Sicilia, dat deel uitmaakte van de Spaanse Armada, op de klippen voor de kust van het eiland. De 349 opvarenden kwamen op enkele na allemaal om het leven.

## Bezienswaardigheden
- Aros Castle
- Duart Castle
- Kilninian Church
- Torosay Castle
- Lochdon Free Church
- Mull Museum in Tobermory
- Pennygown Chapel
- Lochbuie Castle and House